# 액티비전
액티비전 퍼블리싱 주식회사(Activision Publishing, Inc.)은 1979년 미국 캘리포니아주에서 설립된 비디오 게임 개발회사다. 1979년 10월 1일 설립되었다. 액티비전 이전에는 서드파티 개발사는 존재하지 않았다.
2008년 7월 9일 비방디 게임스와 합병을 완료하여 액티비전 블리자드로 출범하였다.

## 주요 작품
- 리틀 컴퓨터 피플 (1985)
- 퀘이크 시리즈 (1997–2007)
- 콜 투 파워 시리즈 (1999–2000)
- 스파이더맨 시리즈 (2000–2014)
- 토탈 워 시리즈 (2002–2004)
- 콜 오브 듀티 시리즈 (2003–현재)
- 둠 3 (2004)
- 마다가스카 시리즈 (2005-2011)
- 기타 히어로 시리즈 (2006)
- 크래쉬 밴디쿳 시리즈 (2008–현재)
- 스파이로 더 드래곤 시리즈 (2008–현재)
- 프로토타입 시리즈 (2009–2015)
- 싱귤래리티 (2010)
- 세키로: 섀도즈 다이 트와이스 (2019)